# Gnaphalopoda proxima
Gnaphalopoda proxima är en skalbaggsart som beskrevs av Britton 1987. Gnaphalopoda proxima ingår i släktet Gnaphalopoda och familjen Melolonthidae. Inga underarter finns listade i Catalogue of Life.